# Metagovea philipi
Espèce
Metagovea philipi est une espèce d'opilions cyphophthalmes de la famille des Neogoveidae.

## Distribution
Cette espèce est endémique de la province de Morona-Santiago en Équateur. Elle se rencontre dans la grotte Cueva de los Tayos..

## Description
Le mâle holotype mesure 1,5 mm et la femelle paratype 1,16 mm.

## Étymologie
Cette espèce est nommée en l'honneur de Nelson Philip Ashmole.

## Publication originale
- Goodnight & Goodnight, 1980 : « Metagovea philipi n. sp., a new Cyphophthalmid (Arachnida) from Ecuador. » Transactions of the American Microscopical Society, vol. 99, no 1, p. 128–131.